# Гаккель, Михаил Адельбертович
Михаил Адельбертович Гаккель (1918 — 22 июля 1944) — участник Великой Отечественной войны, командир отделения разведки 81-го гаубичного артиллерийского полка (Отдельная Приморская армия), старший сержант, Герой Советского Союза (1945).

## Биография
Родился в 1918 году в Ростове-на-Дону в семье рабочего.  По некоторым данным, немец.
Член ВКП(б)/КПСС. Образование неполное среднее — окончил ростовскую школу № 45. Затем по комсомольской путевке поступил на «Ростсельмаш», где овладел профессией токаря.
В 1939 году был призван в ряды Красной Армии. Окончив школу сержантов, служил на южной границе.
В действующей армии с июня 1941 года. За бои на Кавказе и Кубани награждён орденом Красной Звезды. Осенью сорок первого года за бои на подступах к Ростову, затем в Предкавказье награждён орденом Красного Знамени.
Командир отделения разведки старший сержант Гаккель с 5 по 10 апреля 1944 года в бою по прорыву обороны на Ак-Монайском перешейке разведал систему обороны противника и огневые позиции его артиллерии. Находясь в боевых порядках пехоты и корректируя огонь батарей, он уничтожил четыре пулемёта, два 75-миллиметровых орудия и первым ворвался в траншеи противника, истребляя врагов гранатами и автоматным огнём. 9 мая 1944 года в бою за высоту Горная на подступах к Севастополю старший сержант Гаккель по своей инициативе организовал штурмовую группу и бросился вместе с группой на штурм высоты. Он первым ворвался в траншею противника, уничтожил десять немцев и троих захватил в плен с их оружием.
Погиб в бою 22 июля 1944 года при освобождении Беларуси. Похоронен в городе Скидель Гродненского района Гродненской области, где на братской могиле установлен обелиск.

## Память
- Именем Героя названы улицы в городах Скидель и Ростов-на-Дону (в Октябрьском районе)[3].
- На здании средней школы № 45 города Ростов-на-Дону в честь М. А. Гаккеля установлена мемориальная доска.

## Награды
- Указом Президиума Верховного Совета СССР от 24 марта 1945 года за мужество, отвагу и героизм, проявленные в борьбе с немецко-фашистскими захватчиками, старшему сержанту Гаккелю Михаилу Адельбертовичу присвоено звание Героя Советского Союза.
- Награждён орденами Ленина, Красного Знамени, Красной Звезды и медалями.